# アメリカン・バイオレンス (1981年の映画)
『アメリカンバイオレンス』（原題：The Killing of America、別題：Violence U.S.A.）は、1981年公開のアメリカ合衆国・日本の合作ドキュメンタリー映画である。

## 内容
アメリカにおける犯罪、主に殺人事件を取り上げ、ドキュメンタリータッチに構成。ジョン・F・ケネディをはじめとする歴代米大統領やジョン・レノンの暗殺事件、チャールズ・ホイットマンのテキサスタワー乱射事件、ジム・ジョーンズの人民寺院集団自殺事件、テッド・バンディやディーン・コールの快楽殺人事件などを、当時の映像やインタビューを交えて編集し、華やかなアメリカのイメージに隠された闇の部分をセンセーショナルに映し出す。また銃が使われた大小の犯罪映像のほか、警官向けの発砲判断訓練用フィルムを「POLICE SHOOTING DECISION」として挿入し、アメリカは銃社会という点にもフォーカスを当てる。

## スタッフ
- 製作・脚本：レナード・シュレイダー
- 監督：シェルドン・レナン
- 製作：山本又一朗
- 脚本：レナード・シュレイダー、チエコ・シュレイダー
- 撮影：ウィリー・クラン（英語版）、ロバート・チャールトン、トム・ハーウィッツ、ピーター・スモークラー
- 編集：リー・パーシー
- 音楽：マーク・リンゼイ（英語版）、マイケル・ルイス
- 日本語ナレーション：金内吉男
- 主題歌：ボビー・ヴィントン「ジョンに捧げる歌」

## 劇中で紹介されている事件
- ケネディ大統領暗殺事件 - 1963年11月22日
- テキサスタワー乱射事件 - 1966年8月1日
- ジョージ・ウォレス暗殺未遂事件 - 1972年5月15日
- ニューオーリンズ無差別乱射事件 - 1973年1月
- 人民寺院集団自殺事件 - 1978年11月18日
- セオドア・ロバート・バンディ事件
- ジョン・レノン射殺事件
- 歴代大統領射殺事件の数々